# Biserica „Nașterea Maicii Domnului” a fostului schit Țigănia
Biserica „Nașterea Maicii Domnului” a fostului schit Țigănia este un monument istoric aflat pe teritoriul satului Bistrița, comuna Costești. În Repertoriul Arheologic Național, monumentul apare cu codul 169271.08.
Ctitor a fost logofătul Pârvu Cantacuzino și arhimandritul Paisie, fost egumen la mănăstirea Bistrița.Biserica este construită din piatră și cărămidă, are plan dreptunghiular, compartimentat în altar, naos și pronaos.Construită pentru a servi nevoilor robilor țigani ai Mănăstirii Bistrița.